# Aleksej Tjerepanov
Aleksej Andrejevitj Tjerepanov (ryska Алексей Андре́евич Черепанов), född 15 januari 1989 i Barnaul, Altaj kraj, död 13 oktober 2008 i Tjechov, Moskva oblast, var en rysk ishockeyspelare som representerade Avangard Omsk i KHL. Han draftades i den första rundan av 2007 års NHL Entry Draft av New York Rangers. Under en match den 13 oktober 2008 föll han ihop i avbytarbåset och avled senare på sjukhus. 